# Cabal (sistema de medios de pago)
Cabal es un sistema de medios de pago nacido en Argentina el 20 de noviembre de 1980, con alcance en todo el Mercosur.

## Historia
La tarjeta de crédito Cabal se originó en Argentina en noviembre de 1980, impulsada por el Instituto Movilizador de Fondos Cooperativos, una entidad federativa que representa a diversas cooperativas asociadas. Su creación fue una respuesta a la creciente presencia de marcas internacionales como Mastercard y Visa en el mercado argentino a finales de los años 1970 y principios de los años 1980.
Operando bajo un Sistema Abierto, Cabal ha logrado expandir su alcance significativamente dentro del sistema financiero argentino. Actualmente, cuenta con aproximadamente cincuenta entidades emisoras, incluyendo bancos nacionales, cooperativos, provinciales y municipales, así como cajas de crédito, compañías financieras, cooperativas y mutuales. Además, más de 100.000 establecimientos comerciales de diversos sectores aceptan la tarjeta Cabal, y alrededor de 700.000 personas la utilizan (datos de 2007).
Desde 2001, la cooperativa Cabal también gestiona la tarjeta de débito Cabal Débito en Argentina.

## Proyección internacional
Constituida como una entidad cooperativa autónoma en 1992, Cabal orientó su accionar hacia el continente sudamericano como parte de una estrategia regional vinculada a la creación de un mercado común en el sur del continente (Mercosur).
En Uruguay, Cabal está asociada con BBVA Uruguay y el Banco de Desarrollo Económico y Social de Venezuela (Bandes). En este país, Cabal cuenta con su propia administradora de tarjetas de crédito, una red de cajeros automáticos, y emite tanto tarjetas de crédito como de débito.
En Paraguay, Cabal ha establecido la Cooperativa Binacional Cabal Paraguay, que actúa como administradora y procesadora de la tarjeta en colaboración con la Cooperativa Universitaria.
En Cuba, Cabal mantiene un acuerdo con Fincimex que permite el uso de la tarjeta en comercios y en la red local de cajeros automáticos.
A comienzos del año 2000, Cabal constituyó Cabal Brasil, fruto de una asociación con el Banco Cooperativo do Brasil, que actúa como emisor de la tarjeta.

## Productos y servicios Cabal
- Tarjeta de crédito (Cabal)
- Tarjeta de débito (Cabal Débito)
- Tarjeta Precargada (Cabal Múltiple)
- Tarjeta Social
- Tarjeta Cabal Fraterna (Dirigida a las Entidades de Carácter Social)
- Cobertura Regional: Argentina, Uruguay, Paraguay, Brasil y Cuba
- Red de Cajeros Automáticos: en Argentina (30.000) y el mundo (300.000; Red Cirrus)
- Asistencia al Viajero Cabal
- Revista Cabal Digital
- Adelantos en Efectivo
- Pago de facturas de servicios públicos y privados
- Plan Cabal: planes de financiación en cuotas en comercios adheridos para tarjetas de crédito Cabal